# إدارة علمية
الإدارة العلمية نظرية في الإدارة تحلل وتركب سير العمل. هدفها الرئيسي تحسين الكفاءة الاقتصادية، وخاصة إنتاجية العمل. واحدة من أولى المحاولات لتطبيق علم هندسة العمليات على الإدارة. تُعرف الإدارة العلمية أحيانًا باسم التايلورية، دلالةً على مؤسسها فريدريك وينسلو تايلور.
بدأ تايلور تطوير النظرية في الولايات المتحدة خلال الثمانينيات والتسعينيات من القرن العشرين داخل الصناعات التحويلية، وخاصة الفولاذ. جاءت ذروة تأثيرها في عام 1910؛ توفي تايلور في عام 1915 وبحلول عشرينيات القرن العشرين، بقيت الإدارة العلمية مصدر تأثير ولكنها دخلت في المنافسة والتوفيق بين الأفكار المتعارضة أو التكميلية.
على الرغم من كون الإدارة العلمية نظرية واضحة المعالم أو مدرسة فكرية إذ كانت مهجورة بحلول الثلاثينيات من القرن العشرين، بقيت معظم موضوعاتها أجزاء مهمة من الهندسة الصناعية والإدارة اليوم. يشمل ذلك: التحليل والتركيب والمنطق والعقلانية والتجريبية وأخلاقيات العمل والكفاءة والقضاء على النفايات وتوحيد أفضل الممارسات وازدراء التقاليد المحفوظة لمصلحتها فقط أو لحماية الوضع الاجتماعي لعمال معينين ذوي مهارات معينة وتحويل الإنتاج الحرفي إلى إنتاج ضخم ونقل المعرفة بين العمال ومن العمال إلى الأدوات والعمليات والتوثيق.

## التسمية
تضمنت الأسماء الخاصة بنهج تايلور في البداية «إدارة المتاجر» و«إدارة العمليات». ومع ذلك، حظيت «الإدارة العلمية» باهتمام وطني في عام 1910 عندما عمّم المحامي الصليبي لويس برانديز (الذي لم يكن قاضيًا بعد في المحكمة العليا) المصطلحَ. سعى برانديز إلى مصطلح إجماعي للنهج بمساعدة ممارسين مثل هنري إل. جانت وفرانك بي. جيلبرث. ثم استخدم برانديز إجماع «الإدارة العلمية» عندما جادل أمام لجنة التجارة بين الولايات (آي سي سي) أن الزيادة المقترحة في أسعار السكك الحديدية غير ضرورية على الرغم من زيادة تكاليف العمالة؛ زعم أن الإدارة العلمية ستتغلب على أوجه القصور في السكك الحديدية (حكمت لجنة التجارة بين الولايات ضد زيادة المعدل، لكنها رفضت أيضًا عدم كفاية الأدلة على أن مفهوم السكك الحديدية غير فعال بالضرورة). اعترف تايلور بالمصطلح المعروف على الصعيد الوطني «الإدارة العلمية» اسمًا جيدًا آخر لهذا المفهوم، واعتمده في عنوان أفرودته المؤثرة لعام 1911.

### الإنتاجية والأتمتة والبطالة
أدت التايلورية إلى زيادة الإنتاجية، ما يعني حاجة لعدد أقل من العمال أو ساعات العمل لإنتاج نفس الكمية من السلع. على المدى القصير، يمكن أن تؤدي زيادة الإنتاجية مثل تلك التي حققتها تقنيات تايلور الفعالة إلى اضطراب كبير. غالبًا ما تصبح علاقات العمل مثيرة للجدل حول ما إذا كانت الفوائد المالية ستتحقق لأصحابها في شكل زيادة الأرباح، أو العمال في شكل زيادة الأجور. نتيجة لتقسيم عمليات التصنيع وتوثيقها، يمكن أن تتمكن الشركات التي تستخدم أساليب تايلور من توظيف عمال أقل مهارة، وتوسيع مجموعة العمال ومن ثم خفض الأجور والأمن الوظيفي.
على المدى الطويل، يعتبر الاقتصاديون السائدون أن زيادة الإنتاجية تعود بالفائدة على الاقتصاد بشكل عام، وهي ضرورية لتحسين مستوى المعيشة للمستهلكين بشكل عام. في الوقت الذي كان فيه تايلور يقوم بعمله، أدت التحسينات في الإنتاجية الزراعية إلى تحرير جزء كبير من القوى العاملة لقطاع التصنيع، ما سمح لهؤلاء العمال بدورهم بشراء أنواع جديدة من السلع الاستهلاكية بدلاً من العمل مزارعي كفاف. في السنوات اللاحقة، ستؤدي زيادة كفاءة التصنيع إلى تحرير أقسام كبيرة من القوى العاملة لقطاع الخدمات. في حال استُولي عليها كأرباح أو أجور، فستُنفق الأموال الناتجة عن الشركات الأكثر إنتاجية على السلع والخدمات الجديدة؛ وفي حال فرضت المنافسة الحرة في السوق تخفيض الأسعار لتصبح قريبة من تكلفة الإنتاج، فسيحصل المستهلكون على الفوائد بشكل فعال وسيكون لديهم المزيد من الأموال لإنفاقها على السلع والخدمات الجديدة. في كلتا الحالتين، تتشكل الشركات والصناعات الجديدة للاستفادة من زيادة الطلب، وبسبب العمالة المحررة، يمكنها توظيف العمال. لكن لا تضمن الفوائد على المدى الطويل أنّ العمال المستبدلين سيكونون قادرين على الحصول على وظائف جديدة تدفع لهم أجورًا مماثلة أو أفضل من وظائفهم القديمة، ويمكن أن يتطلب هذا وصولًا إلى تعليم أو تدريب وظيفي، أو الانتقال إلى جزء مختلف من البلد الذي تنمو فيه الصناعات الجديدة. تُعرف عدم القدرة على الحصول على عمل جديد بسبب عدم التوافق هذا باسم البطالة الهيكلية، ويتناقش الاقتصاديون حول مدى حدوث ذلك على المدى الطويل، في حال حدث، وكذلك التأثير على عدم المساواة في الدخل لأولئك الذين يجدون وظائف.
على الرغم من عدم توقعه من قبل مؤيدي الإدارة العلمية في وقت مبكر، يجعل التحليل التفصيلي وتوثيق طريقة الإنتاج المثلى أيضًا أتمتة العملية أسهل، خاصة العمليات الفيزيائية التي ستستخدم لاحقًا أنظمة التحكم الصناعية والتحكم العددي. تخلق العولمة الاقتصادية واسعة الانتشار أيضًا فرصة الاستعانة بمصادر خارجية للمناطق ذات الأجور المنخفضة، مع تسهيل نقل المعرفة إذا وُثّقت الطريقة المثلى بوضوح مسبقًا. خاصة عندما تكون الأجور أو فروق الأجور عالية، يمكن أن تؤدي الأتمتة والاستثمار في الدول النامية إلى مكاسب إنتاجية كبيرة وأسئلة مماثلة حول من المستفيد وما إذا كانت البطالة التكنولوجية مستمرة أم لا. نظرًا إلى أن الأتمتة غالبًا ما تكون مناسبة للمهام المتكررة والمملة، ويمكن استخدامها أيضًا للمهام القذرة والخطيرة والمُهينة، يعتقد المؤيدون أنها ستحرر العمال البشريين على المدى الطويل من أجل إبداع أكثر وأمان أكثر وعمل أكثر متعة.